# Mujer paseando cerca de la fuente en los jardines del balneario de Kissingen
Mujer paseando junto a la fuente en los jardines del balneario de Kissingen (en alemán, Spaziergängerin am Springbrunnen im Kurgarten en Kissingen) es una pintura que data de 1885 del pintor alemán Adolph von Menzel. La obra, ejecutada a gouache sobre papel, tiene unas dimensiones de 17,7 × 11,6 cm. Muestra una escena de verano en el jardín termal de Bad Kissingen, en la que Menzel aborda el estilo y motivos del impresionismo francés contemporáneo. La obra forma parte de la colección del Museo Nacional de Varsovia.

## Descripción
La obra muestra una escena tranquila y nada espectacular en un día de verano en Bad Kissingen. Desde una posición elevada, como desde una ventana no visible, la vista se dirige hacia parte de los jardines de los baños termales. Un camino de gravilla conecta diagonalmente la esquina inferior izquierda con la esquina superior derecha. En el centro de la imagen, el camino rodea una fuente redonda con un reborde sencillo de piedra sin adornos. Un pequeño surtidor central salpica en el estanque lleno de agua. El camino está bordeado de  arriates florales con multitud de flores de colores apiñadas, rojas, azules, blancas y violetas. Estas flores y hojas, en particular, muestran una aplicación con pincel de pequeños toques de color, que guarda similitudes con el estilo de pintura al aire libre de los contemporáneos franceses de Menzel. Además de los macizos de flores, en la parte inferior derecha y superior izquierda hay césped verde. En la esquina inferior izquierda, las ramas verdes de un árbol entran en la imagen y oscurecen parcialmente el camino. Otro árbol se encuentra a la derecha más arriba de la fuente. Tiene un tronco delgado y solo se ve la parte inferior de su follaje, el resto del árbol está recortado por la parte superior de la imagen. Este árbol proyecta su sombra marrón sobre el terreno encima de la fuente. Otro camino discurre paralelo al borde superior, como una línea de horizonte, que también está bordeado de arbolillos y flores.
Menzel dotó a la vista del jardín de todo tipo de figuras, dando a la composición, caracterizada por formas geométricas, elementos vivos. A la izquierda, más arriba de la fuente, una dama camina en las sombras, representada de perfil perdido. Su cabeza está inclinada hacia adelante y mira una hoja de papel en su mano derecha. Podría tratarse de una carta, pero también es posible un folleto con el programa de eventos y servicios del balneario. En su hombro izquierdo, de espaldas al espectador, sostiene una sombrilla abierta, cuya tela de color rojo oscuro contrasta con un borde blanco. La sombrilla llena el espacio detrás de su espalda y cuello. La dama lleva en la cabeza un sombrero amarillento con cintas rojas decorativas. El tocado deja grandes partes descubiertas en la parte posterior de su cabeza, de modo que su cabello negro recogido es visible. Su vestido consta de una chaqueta azul oscuro de manga larga, fina cintura encorsetada y la falda larga fruncida, especialmente en el polisón, de tela rosa está adornada con varios ribetes de cinta roja. Frente a la dama, en el borde inferior derecho de la fuente, hay un perro de tamaño mediano con pelaje blanco y negro. Mientras se apoya con las patas traseras delante de la fuente, su pata delantera izquierda ya está por encima del borde y su cabeza inclinada hacia abajo: probablemente esté bebiendo agua. En la esquina inferior derecha, un gato de pelaje oscuro descansa tendido en el césped. Además, en el camino de arriba a la derecha se han posado dos gorriones. La dama y los diferentes animales no se molestan entre sí, sino que conviven pacíficamente. Menzel utiliza la vista a través de la ventana menos para reproducir una observación concreta y contar una historia que para abordar intensamente los temas de la luz y el color. El gouache está firmado y fechado “Menzel 85 Kissingen» en el borde inferior de la imagen en el área de césped.

## Menzel en Kissingen
Menzel visitó Bad Kissingen varias veces con la familia de su hermana, especialmente después de la muerte de su cuñado en 1880. En 1889 se describió a sí mismo en el Libro de Oro de la ciudad como "no curista», enfatizando así su particular papel de observador y artista. Menzel vivía habitualmente en Villa Hailmann, Kurhausstraße 3 (hoy, Martin-Luther-Straße 9). Desde una habitación de esta villa contemplaba los jardines del balneario, como se aprecia en el cuadro. La vista a través de la ventana es un motivo recurrente en la obra de Menzel y ya se encuentra, por ejemplo, en los motivos berlineses de Casa en el patio trasero de 1844 o en Jardín del Príncipe Alberto de 1846/1876 (los dos en la Galería Nacional de Berlín).

Menzel dibujó a lápiz más vistas de los jardines del balneario durante una estancia en 1886 (Kurgarten en Kissingen, Kurgarten en Kissingen de noche, ambos conservados en el Kupferstichkabinett de Berlín). En estos dibujos también se ven caminos y una fuente, pero no aparecen personas ni animales. El color no juega ningún papel en estos dibujos, pero Menzel estaba interesado en representar las condiciones lumínicas en diferentes momentos del día. En otras imágenes de Kissingen, Menzel mostró el bullicio de la ciudad balneario. Representó a niños jugando y a otros huéspedes del establecimiento termal en los gouaches Hora del café en Kissingen (colección privada), de 1886, y en el Almuerzo buffet de la pastelería de Kissingen (colección privada), de 1893, donde muchas personas están ocupadas de diferentes maneras. Estas pinturas ricamente pobladas representan un contrapunto temático a la dama paseando sola por los jardines del balneario.

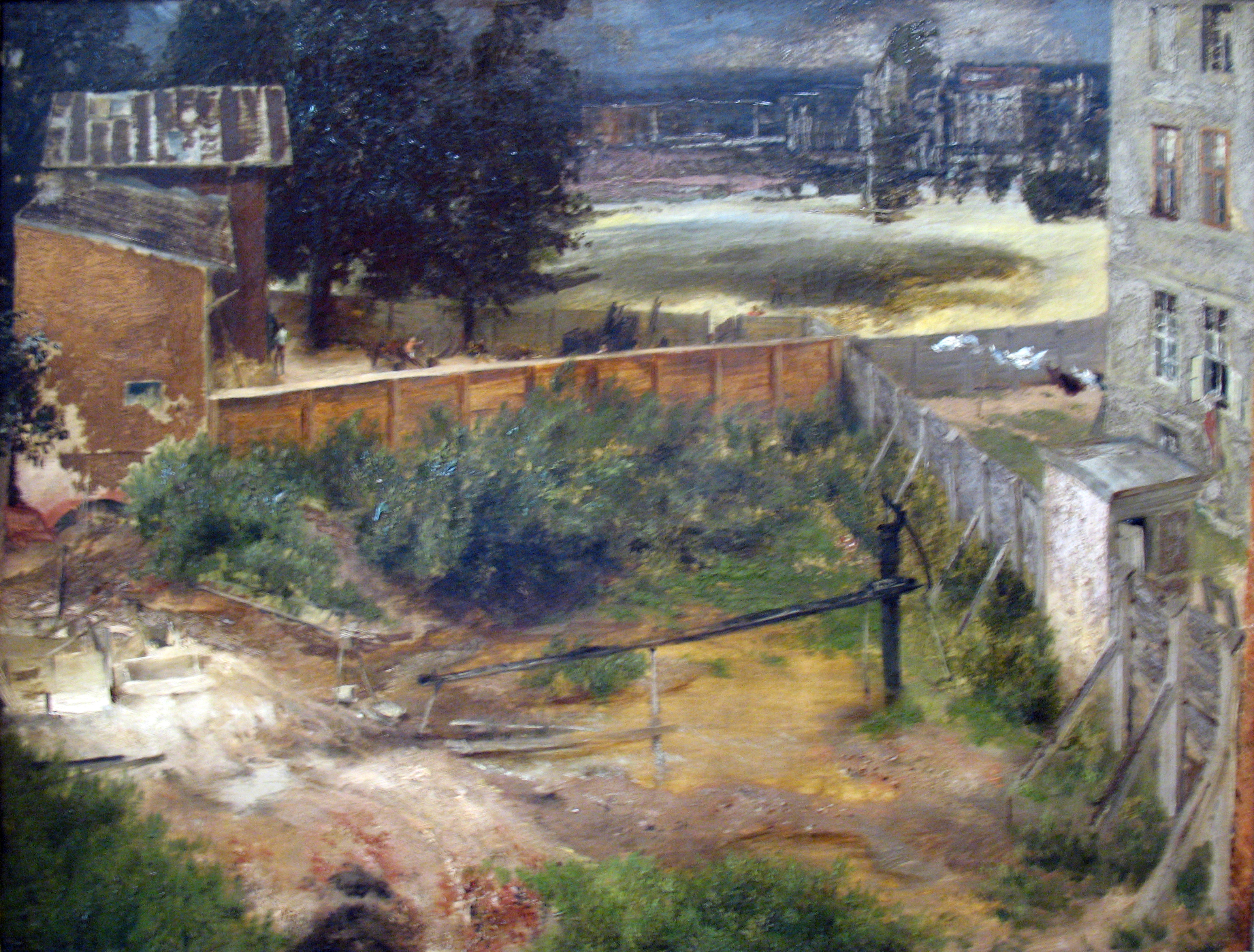
Casa en el patio trasero, 1844.
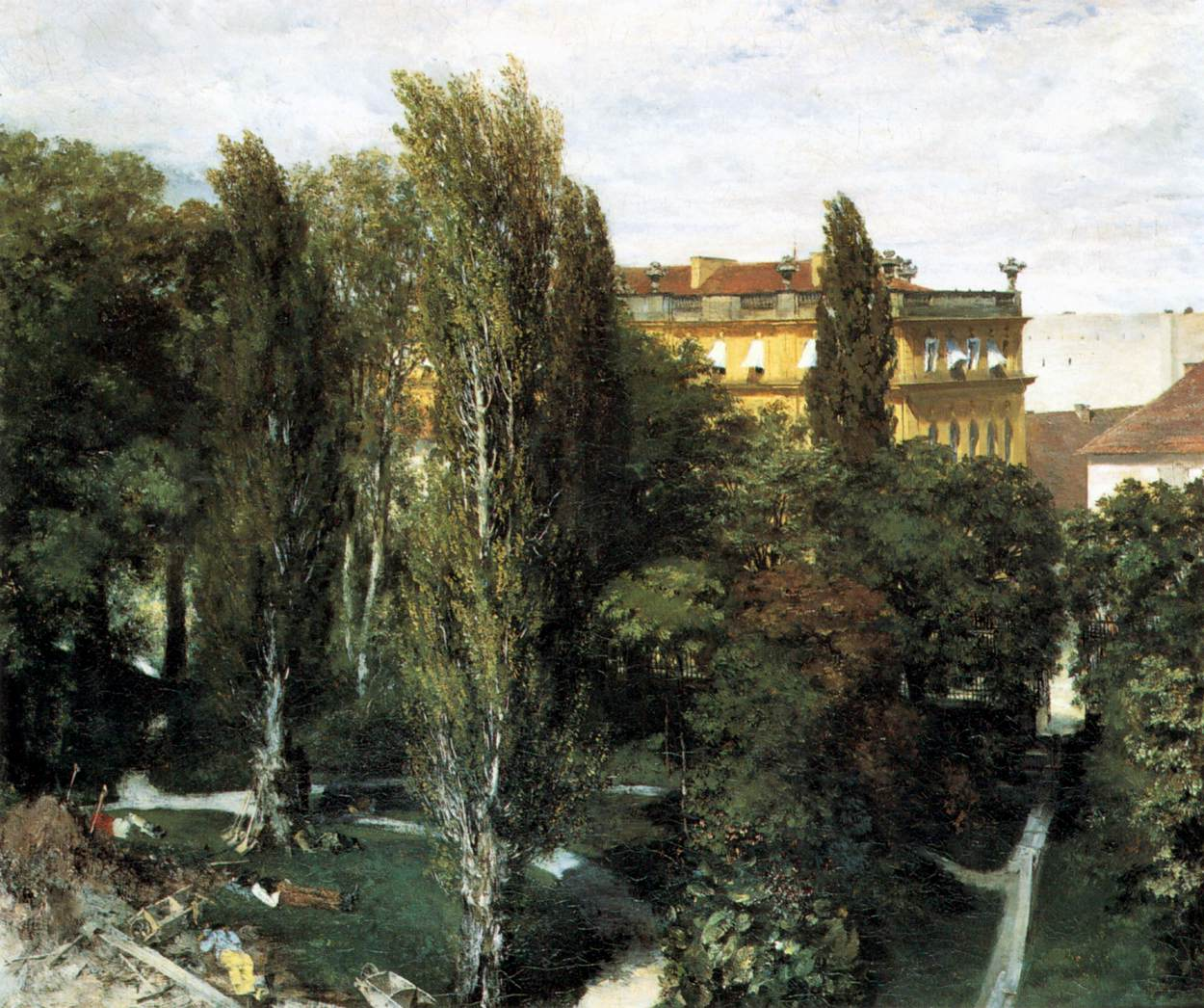
Jardín del príncipe Alberto, 1846/1876.
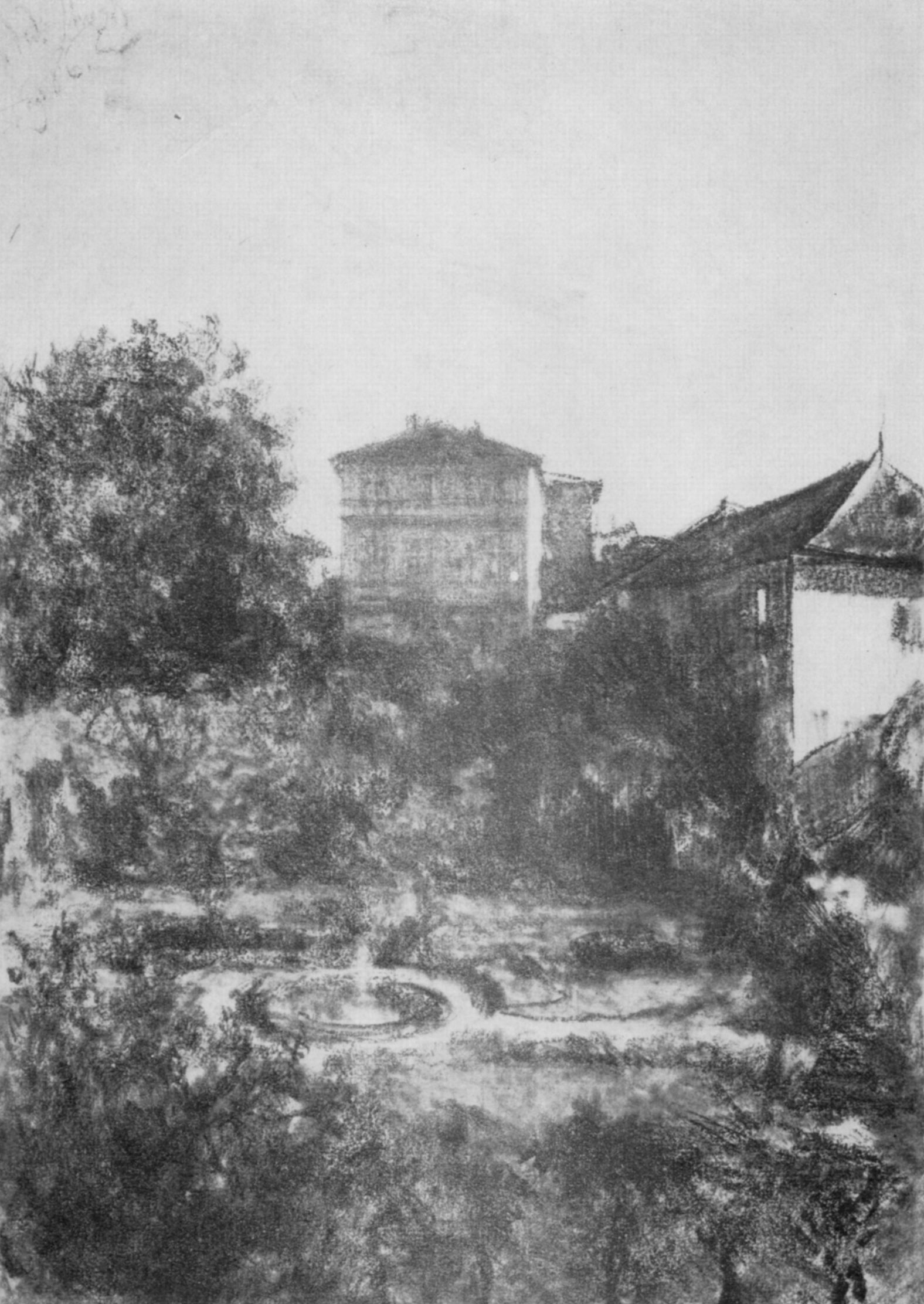
Kurgarten en Kissingen, dibujo a lápiz, 1886.
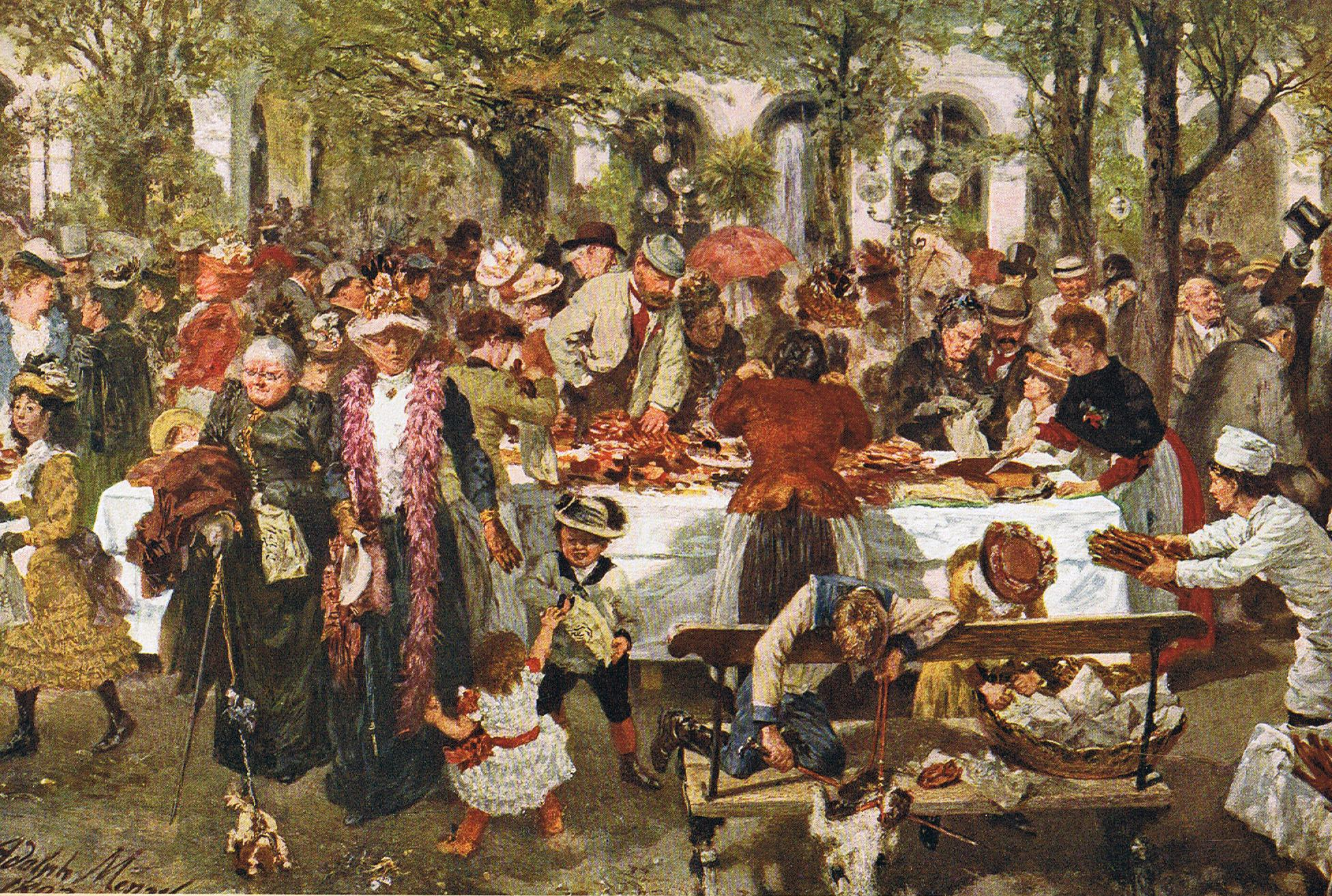
Almuerzo buffet de la pastelería de Kissingen, 1893.

## Historia
La obra pasó a formar parte de la colección del empresario de Breslavia, Heinrich von Korn, en el año de su creación (1885). Donó el cuadro al Museo de Bellas Artes de Silesia en 1905. Después de que los fondos del museo fueran evacuados y el edificio fuera destruido durante la Segunda Guerra Mundial, las autoridades polacas llevaron la pintura al Museo Nacional de Varsovia en 1946, donde ha formado parte de su colección desde entonces.